# 八島 (戦艦)
八島（やしま）は日本海軍の戦艦。
富士型戦艦の2番艦。
艦名は日本（日本列島）の美称の一つ。
日露戦争における旅順港閉塞作戦に従事中の1904年（明治37年）5月15日、ロシア海軍が敷設した機雷により戦没。

## 概要
姉妹艦「富士」と同じくして計画された、日本海軍で初めての近代的戦艦の1隻。

## 艦型

### 公試成績
公試運転
| 実施日        | 種類       | 排水量 | 回転数       | 出力       | 速力         | 場所                              | 備考    | 出典   |
| ------------- | ---------- | ------ | ------------ | ---------- | ------------ | --------------------------------- | ------- | ------ |
| 1897年7月13日 | 標柱間公試 |        | 121+1/4 rpm  | 14,075 IHP | 19.297ノット | タイン川河口沖の9.6ノット・コース | 4回航行 | [ 28 ] |
| 1897年7月14日 | 6時間続航  |        | 108+1/16 rpm | 9,570 IHP  | 17.35ノット  | 同上                              | 4回航行 | [ 28 ] |

重心公試
重心公試の成績は以下の通り。
| 項目     | 完成 常備状態            | 完成 満載状態         | 完成 軽荷状態        |
| -------- | ------------------------ | --------------------- | -------------------- |
| 排水量   | 12,264 LT                | 13,303 LT             | 11,025 LT            |
| 平均吃水 | 26 ft 1+1⁄2 in (7.963 m) | 27 ft 11 in (8.509 m) | 24 ft 9 in (7.544 m) |

## 艦歴

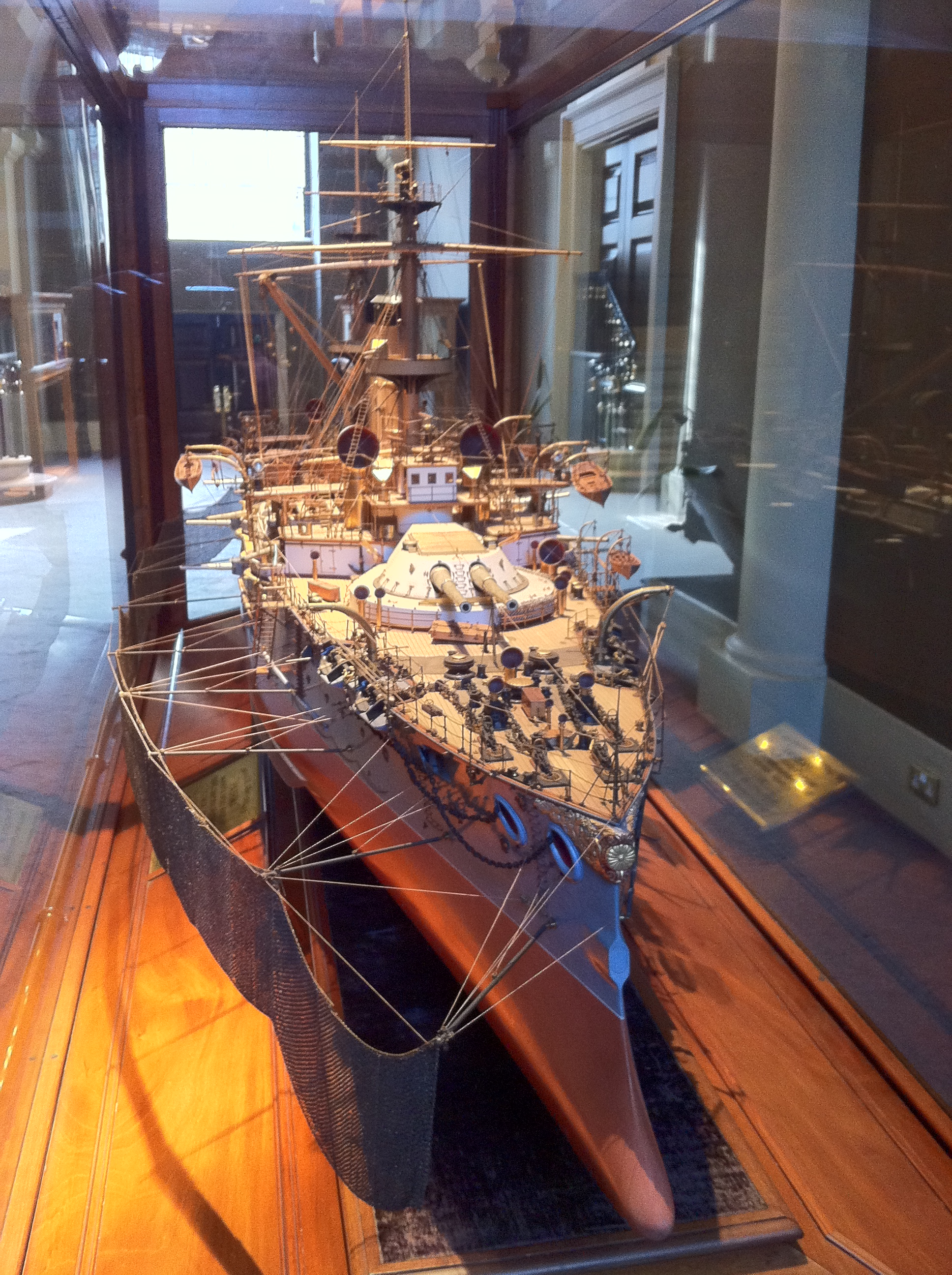
アームストロング社が製造した「八島」の模型。

### 建造

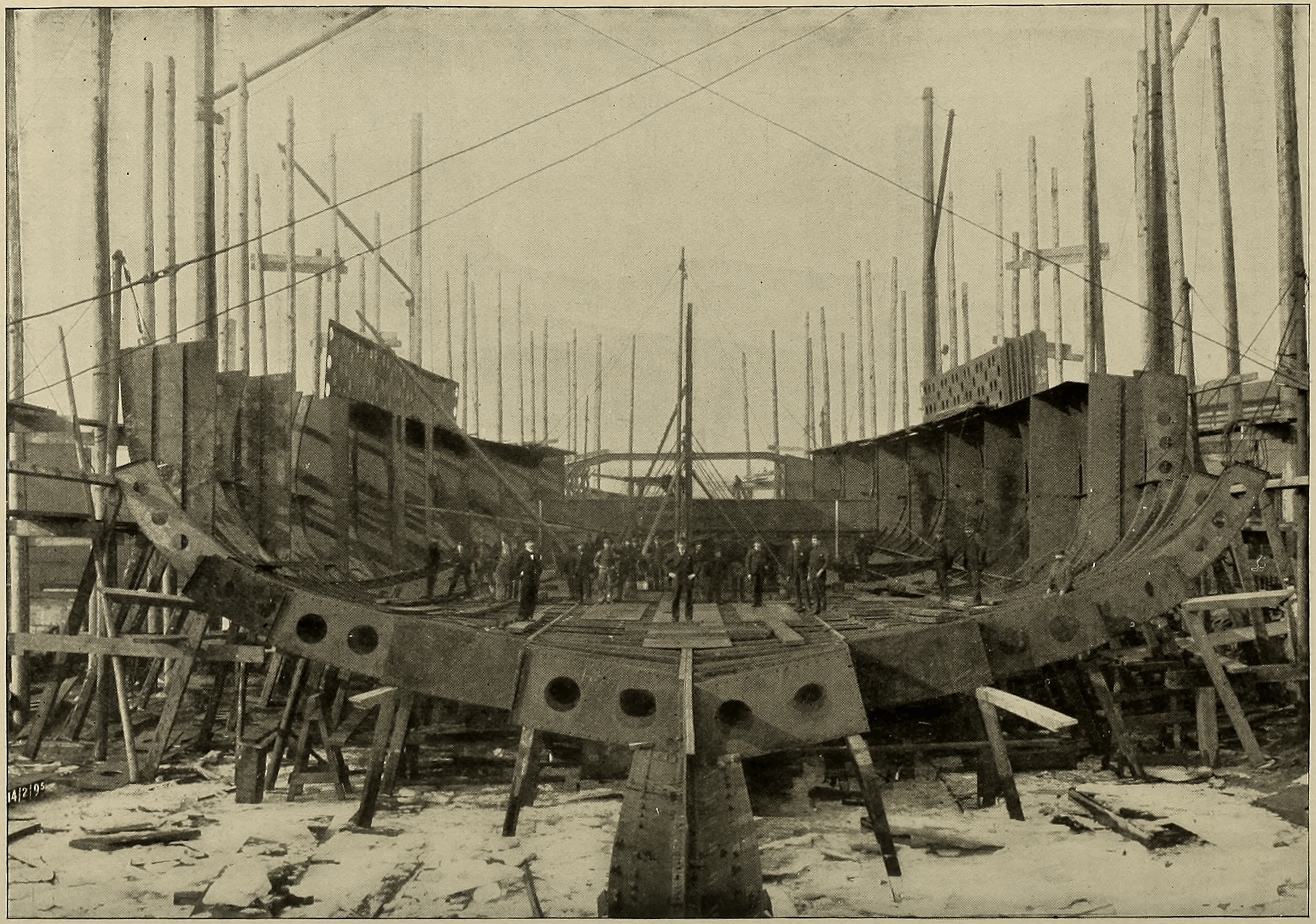
起工から2カ月後の「八島」（1895年2月）

1891年（明治24年）から1892年（明治25年）にわたって軍艦建造予算が議会で否決され続けてきたが、明治天皇が自らの宮中費を節約する建艦詔勅を出して、ようやく議会を通過した。英ニューカッスルにあるアームストロング社で建造される。第625番船として1894年（明治27年）12月28日に起工。1895年（明治28年）8月18日に日本海軍は建造中の乙号甲鉄戦艦（本艦）を「八島」と命名する。
1896年（明治29年）2月28日に「八島」は進水。10月29日、本籍を呉鎮守府と定められる。1897年（明治30年）9月9日に竣工、日本海軍が領収した。
9月15日、「八島」はイギリスを出発した。11月30日、横須賀に到着する。

### 1898年
1898年（明治31年）3月21日、日本海軍は海軍軍艦及び水雷艇類別標準を制定し、1万トン以上の戦艦を一等戦艦と定義した。該当する4隻（富士、八島、朝日、敷島）が一等戦艦に類別された。

### 御召艦
1899年（明治32年）12月25日、沼津御用邸滞在中の明治天皇皇太子（のち大正天皇）は、葉山御用邸へ汽車で移動する予定を変更し17時に「八島」に乗艦する（供奉艦は巡洋艦千歳）。12月26日、2隻（八島《御召艦》、千歳《供奉艦》）は横須賀に到着した。

### 1903年
1903年（明治36年）12月28日、常備艦隊が解隊され、戦艦を中心とする第一艦隊と巡洋艦が主体の第二艦隊が設置される。第一・第二艦隊で連合艦隊（司令長官：東郷平八郎海軍中将）を構成した。八島は第一艦隊隷下の第一戦隊（戦艦〈三笠、朝日、富士、八島、敷島、初瀬〉、通報艦〈宮古〉）に配属される。

### 日露戦争
「八島」竣工後7年目に日露戦争が勃発し、旅順口攻撃や旅順港閉塞作戦に参加する。

### 喪失
1904年（明治37年）5月15日、旅順港閉鎖隊（初瀬、八島、敷島、笠置、龍田）等は第一戦隊司令官梨羽時起中将（初瀬座乗）の指揮下で旅順港沖合を航行中、老鉄山沖で2隻（初瀬、八島）はロシア海軍（敷設艦アムール）が敷設した機雷に触雷した。
「八島」における触雷は午前11時10分頃で、最初に触雷した「初瀬」救援のため停止してボートを降ろしている最中だった。爆発は「八島」の右舷後部ボイラー室で起こり、その1分後に水中発射管室で爆発、艦内に浸水し右に大きく傾斜した。
日本艦隊は触雷原因が機雷か潜水艦によるものか判断できず、混乱した。
当時、ロシア海軍は既に潜水艦を導入しており、ウラジオストックにもドイツ製小型潜水艦を1隻配備（シベリア鉄道による陸送）していたという経緯がある。
さらに旅順要塞よりロシア海軍の駆逐艦や水雷艇が出撃してきたため、救援各艦（笠置、龍田、明石、千代田、秋津洲、大島、赤城、宇治、高砂）等は、その対処にも追われた。
「八島」では応急処置の後、自力航行により擱座を試みたが、刻々傾斜が増したため投錨する。午後5時40分、曳航も断念されるに至った。
坂本（八島艦長）は夜間になってからの退避で混乱する事を懸念し、総員退去を決定する。午後6時30分、軍艦旗を降下し総員退艦。夜8時半過ぎに転覆、沈没した。乗組員は巡洋艦「高砂」や笠置・須磨・龍田に収容された。
同日に戦艦「初瀬」も沈没しており、日本海軍は当時保有していた主力戦艦6隻（富士、八島、敷島、朝日、初瀬、三笠）のうちの2隻を一挙に失うこととなった。
また同日未明に巡洋艦「吉野」が沈没（味方艦春日との衝突による）、初瀬生存者（梨羽司令官を含む）・八島生存者を収容していた「龍田」も座礁、5月15日は日本海軍厄災の日となった。

### 影響
日本海軍の保有戦艦6隻（富士、八島、敷島、初瀬、朝日、三笠）のうち戦艦2隻（八島、初瀬）の同時喪失は、各方面に衝撃を与えた。海軍は艦艇緊急補充（装甲巡洋艦の国産化と潜水艇の建造）を提議する。この経緯により完成した装甲巡洋艦が筑波型巡洋戦艦2隻（筑波、生駒）、潜水艇がエレクトリック・ボート社より輸入したホランド型潜水艇である。
日本海軍は国民の動揺を恐れ、戦死者が無く、ロシア側にもこの事実が知られていなかった事から、日本海海戦の大戦果が確認できるまで八島沈没の事実を秘匿した。坂本一大佐（八島艦長）によれば、代艦としてイギリス戦艦「ゴライアス」を購入する噂もあったが、実現しなかったという。八島乗組員は坂本大佐指揮下のまま小型艇に配属され、引き続き旅順港閉塞作戦に従事した。
1905年（明治38年）6月1日、日本海軍は本艦以下6隻（八島、暁、大島、速鳥、愛宕、高砂）の喪失を公表する。
同年6月15日、日露戦争で沈没した八島・初瀬・吉野・高砂等は軍艦籍および艦艇類別等級表（軍艦及び水雷艇類別等級表）より除かれた。

## 年表
- 1894年12月28日 イギリス、アームストロング社エルジック造船所で起工
- 1896年2月28日 進水[64]
- 1897年9月9日 竣工[2]
  - 11月30日 横須賀に到着[65]。
- 1898年3月21日 一等戦艦に類別[3]。
- 1904年 第1艦隊第1戦隊の4番艦として日露戦争に参加。
  - 2月9日から旅順口攻撃、旅順港閉塞作戦に参加。
  - 5月15日 老鉄山南東沖で2度触雷、約6時間半後に沈没。
- 1905年6月1日 喪失公表[26]
  - 6月15日 除籍[7]

## 艦長
※『日本海軍史』第9巻・第10巻の「将官履歴」及び『官報』に基づく。
| 代 | 氏名     | 在任期間                        | 備考                       |
| -- | -------- | ------------------------------- | -------------------------- |
| 0  | 有馬新一 | 1896年7月7日 - 12月11日         | 回航委員長、英国出張       |
| 1  | 有馬新一 | 1896年12月11日 - 1897年12月27日 | 1897年11月30日英国より帰着 |
| 2  | 片岡七郎 | 1897年12月27日 - 1898年11月2日  |                            |
| 3  | 内田正敏 | 1898年11月2日 - 1899年6月17日   |                            |
| 4  | 瓜生外吉 | 1899年6月17日 - 1900年5月21日   |                            |
|    | 欠員     | 1900年5月22日 - 1900年6月17日   |                            |
| 5  | 島崎好忠 | 1900年6月18日 - 1901年7月6日    |                            |
| 6  | 丹治寛雄 | 1901年7月6日 - 1902年5月24日    |                            |
|    | 欠員     | 1902年5月25日 - 1902年10月22日  |                            |
| 7  | 岩崎達人 | 1902年10月23日 - 1903年10月27日 |                            |
| 8  | 坂本一   | 1903年10月27日 - 1904年8月31日  |                            |

## ギャラリー
- 進水する八島
- タイン川に架かるハイ・レベル・ブリッジを通過する八島(1896年6月)
- 艦尾から見た八島
- ジャロー(イギリス)に停泊する八島
- 呉軍港に停泊する八島
- ポストカード
- 沈没する八島を描いたポストカード

### 図面
- 中央部構造切断[11]
- 船内防水区分図[66]
- フレームナンバー28、76、96、115各横断面図[67]
- 艦内側面、上甲板平面